# Barbora Palicová
Barbora Palicová (* 11. března 2004 Neratovice) je česká tenistka. Ve své dosavadní kariéře na okruhu WTA Tour nevyhrála žádný turnaj. V rámci okruhu ITF získala tři tituly ve dvouhře.
Na žebříčku WTA byla ve dvouhře nejvýše klasifikována v lednu 2025 na 179. místě a ve čtyřhře v srpnu 2023 na 265. místě.

## Tenisová kariéra
V únoru 2018 se stala s Lindou Fruhvirtovou a Lindou Noskovou členkou české reprezentace, která v Rakovníku ovládla Winter Cup, halové mistrovství Evropy družstev do 14 let, po finálové výhře nad Ruskem 2:1. Z finále juniorského Fed Cupu 2019 v Orlandu odešly s Noskovou poraženy od Spojených států 1–2, když o vítězkách rozhodla až závěrečná čtyřhra. Na juniorském kombinovaném žebříčku ITF figurovala nejvýše v lednu 2022 na 21. příčce.

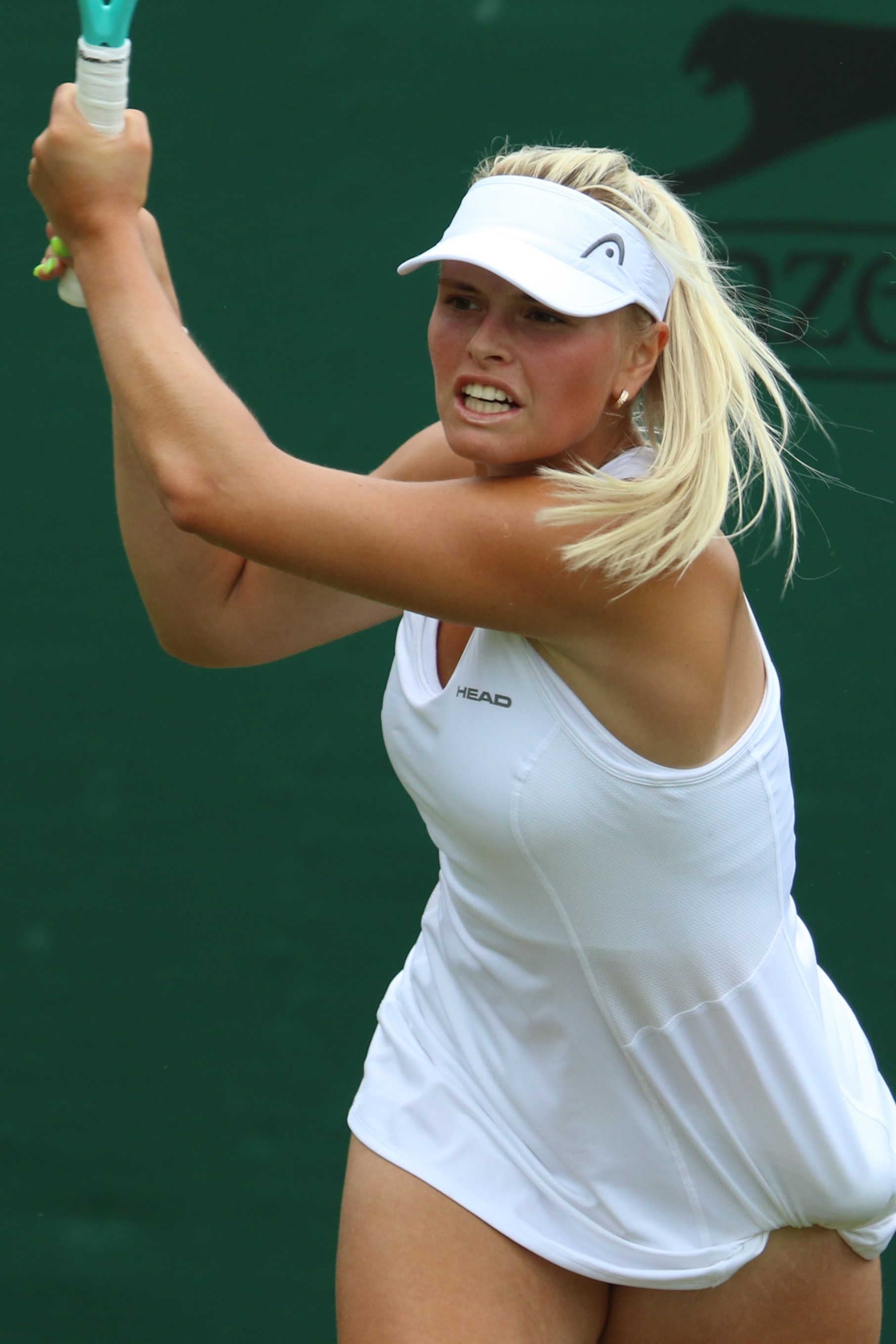
V kvalifikaci Wimbledonu 2023

Debut mezi ženami zaznamenala v 16 letech na okruhu WTA Tour, když jako kmenová hráčka Sparty Praha obdržela divokou kartu do kvalifikace srpnového Prague Open 2020 ve Stromovce. V jejím úvodu porazila Australanku Ellen Perezovou ze třetí světové stovky, než podlehla ukrajinské hráčce Lesje Curenkové. O dva týdny později zasáhla opět na divokou kartu do dvouhry rekordně dotované události v sérii WTA 125K, TK Sparta Prague Open 2020. V prvním kole vypadla s Britkou Francescou Jonesovou ze čtvrté stovky žebříčku. Premiérový zápas v hlavní soutěži túry WTA zaznamenala ve čtyřhře Livesport Prague Open 2021, v níž startovala s Lindou Klimovičovou. Jejich cestu soutěží ukončil rusko-český pár Vitalija Ďjačenková a Tereza Martincová až v supertiebreaku.
Do prvních dvou finále na okruhu ITF postoupila v lednu 2022 na antalyjských turnajích s rozpočtem 15 tisíc dolarů. V prvním z nich však nenašla recept na nejvýše nasazenou Američanku Hurricane Tyru Blackovou ze šesté stovky klasifikace. O týden později již v boji o titul triumfovala, když přehrála tureckou turnajovou čtyřku Ilay Yorukovou. V červencové kvalifikaci Livesport Prague Open 2022 zdolala Slovenku Viktórii Kužmovou a Belgičanku Yaninu Wickmayerovou. Na úvod dvouhry pak nestačila na krajanku Lucii Havlíčkovou. V srpnu ovládla druhý turnaj ITF, přerovský Zubr Cup 2022 dotovaný 60 tisíci dolary, na němž se představila na divokou kartu. V závěrečném duelu přehrála Burunďanku Sadu Nahimanaovou ve třech setech a premiérově pronikla mezi prvních tři sta hráček žebříčku WTA. V kvalifikaci ostravského AGEL Open 2022 z kategorie WTA 500 ji vyřadila Američanka Bernarda Peraová. V ostravské čtyřhře skončila s Nikolou Bartůňkovou ve čtvrtfinále.

## Tituly na okruhu ITF
| Dotace turnajů okruhu ITF |
| ------------------------- |
| 100 000 $ tournaments     |
| 80 000 $ tournaments      |
| 60 000 $ tournaments      |
| 25 000 $ tournaments      |
| 15 000 $ tournaments      |

### Dvouhra (4 tituly)
| Č. | datum             | turnaj            | povrch | poražená finalistka        | výsledek       |
| -- | ----------------- | ----------------- | ------ | -------------------------- | -------------- |
| 1. | leden 2022        | Antalya, Turecko  | antuka | İlay Yörüková              | 6–3, 7–6(7–2)  |
| 2. | srpen 2022        | Přerov, Česko     | antuka | Sada Nahimanaová           | 6–2, 1–6, 6–0  |
| 3. | červen 2024       | Otočec, Slovinsko | antuka | Victoria Mboková           | 6–1, 2–6, 6–4  |
| 4. | 16. červenec 2024 | Gdaňsk, Polsko    | antuka | Kajsa Rinaldová Perssonová | 6–2, 1–0 skreč |